# Malwine
Malwine ist ein weiblicher Vorname. Er hat sich auf Grund der Ossian-Verehrung Goethes, Klopstocks und Herders in Deutschland eingebürgert, heute wird er jedoch selten gewählt.

## Herkunft und Bedeutung
Malwine ist ein aus den Ossian-Gesängen des Schotten J. Macpherson übernommener Vorname, dessen Bedeutung unklar ist.

## Varianten
- Malvine
- Malwida
- Malve
- Mal
- Malwe

## Namensträgerinnen
- Malwine Enckhausen (1843–1932), deutsche Schriftstellerin
- Malwine Moeller (1924–2019), deutsche Opernsängerin und Schauspielerin